# Adolphe Alésina
Ne doit pas être confondu avec Adolphe Alésina (père).
Pas d'image ? Cliquez ici

a Compétitions nationales et continentales officielles uniquement.

b Matchs officiels uniquement.
Adolphe Alésina, né le 27 mai 1969 à Pamiers, est un joueur français de rugby à XIII, fils d'Adolphe Alésina. Redouté sur le terrain et en dehors, Adolphe était un joueur performant et rugueux. Il est encore reconnu par ses pairs comme un joueur emblématique du rugby à XIII.

## Palmarès
- Collectif :
  - Vainqueur du Championnat de France : 1994 (XIII Catalan).
  - Vainqueur de la Coupe de France : 1992 (Saint-Gaudens) et 1996 (Limoux)
  - Vainqueur du  Championnat de France de 2e division : 1989 (Pamiers).
  - Finaliste du Championnat de France : 1993 (XIII Catalan).
  - Finaliste de la  Coupe de France : 1993, 1994 (XIII Catalan) et 1997 (Limoux).

### Détails en sélection
| 1. | 16 février 1991  | Grande-Bretagne      | 4-60  | Test-match     | Remplaçant | 0 | 0 | 0 | 0 |
| 2. | 24 novembre 1991 | Papouas.-Nlle-Guinée | 28-14 | Coupe du monde | Remplaçant | 0 | 0 | 0 | 0 |
| 3. | 15 juin 1992     | C.I.S.               | 28-8  | Test-match     | Centre     | 0 | 0 | 0 | 0 |
| 4. | 18 juin 1992     | C.I.S.               | 66-6  | Test-match     | Remplaçant | 4 | 1 | 0 | 0 |
| 5. | 11 novembre 1992 | C.I.S.               | 38-4  | Test-match     | Remplaçant | 4 | 1 | 0 | 0 |
| 6. | 2 avril 1993     | Grande-Bretagne      | 6-72  | Test-match     | Centre     | 0 | 0 | 0 | 0 |

### Détails en club
| Saison    | Saison        | Championnat              | Championnat | Coupe           | Coupe      | Sélection | Sélection | Sélection | Sélection | Sélection | Sélection | Sélection |
| Saison    | Saison        | Comp.                    | Class.      | Comp.           | Class.     | Comp.     | M         | Pts       | Ess.      | Buts      | Dp.       |           |
| --------- | ------------- | ------------------------ | ----------- | --------------- | ---------- | --------- | --------- | --------- | --------- | --------- | --------- | --------- |
| 1988-1989 | Pamiers       | Champ. de France 2e div. | Champion    | Coupe de France | ?          |           |           |           |           |           |           |           |
| 1989-1990 | Pamiers       | Championnat de France    | 9e          | Coupe de France | 1/8 finale |           |           |           |           |           |           |           |
| 1990-1991 | Pamiers       | Championnat de France    | ?           | Coupe de France | 1/8 finale |           | 1         | -         | -         | -         | -         |           |
| 1991-1992 | St-Gaudens    | Championnat de France    | 1/2 finale  | Coupe de France | Vainqueur  | CM        | 3         | 4         | 1         | -         | -         |           |
| 1992-1993 | XIII Catalan  | Championnat de France    | Finaliste   | Coupe de France | Finaliste  |           | 2         | 4         | 1         | -         | -         |           |
| 1993-1994 | XIII Catalan  | Championnat de France    | Champion    | Coupe de France | Finaliste  |           |           |           |           |           |           |           |
| 1994-1995 | XIII Limouxin | Championnat de France    | 1/2 finale  | Coupe de France | 1/4 finale |           |           |           |           |           |           |           |
| 1995-1996 | XIII Limouxin | Championnat de France    | 1/2 finale  | Coupe de France | Vainqueur  |           |           |           |           |           |           |           |
| 1996-1997 | XIII Limouxin | Championnat de France    | 1/2 finale  | Coupe de France | Finaliste  |           |           |           |           |           |           |           |